# Myrcia maraguana
Myrcia maraguana är en myrtenväxtart som beskrevs av Dc.. Myrcia maraguana ingår i släktet Myrcia och familjen myrtenväxter. Inga underarter finns listade i Catalogue of Life.